# Calanthe metoensis
Calanthe metoensis là một loài thực vật có hoa trong họ Lan. Loài này được Z.H.Tsi & K.Y.Lang mô tả khoa học đầu tiên năm 1978.